# Xadrez epistolar

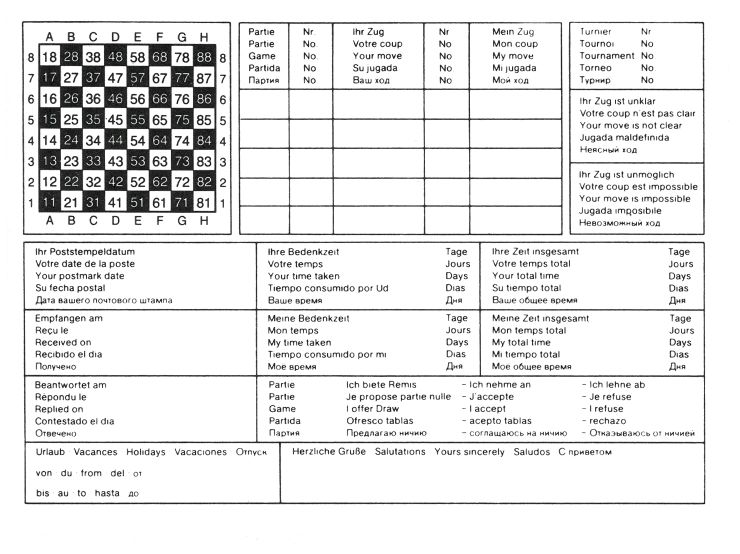
Cartão postal para uso específico no Xadrez Postal em nível internacional, com indicações em cinco línguas diferentes: inglês, espanhol, francês, alemão e russo.

Xadrez Epistolar (ou Postal) é uma modalidade de enxadrismo que é praticada por meio de correspondência, entre enxadristas localizados em pontos distantes do globo, originalmente por meio de cartas e cartões-postais, nos quais era utilizada um tipo especial de notação de partidas denominado Notação Epistolar. Atualmente, o xadrez epistolar também é praticado por e-mail e servidores de internet.
A principal entidade em nível mundial dedicada a esta modalidade de enxadrismo é a Federação Internacional de Xadrez por Correspondência (ICCF), que reúne 55 países de 5 continentes.  Organiza Campeonatos Mundiais, Olimpíadas por Seleção e Copa do Mundo, entre outras competições importantes dentro de um calendário variado de atividades.

## Histórico
O xadrez por correspondência é tão antigo quanto o próprio jogo e os meios de comunicação à distância. Há relatos confiáveis e documentados de diversas partidas entre indivíduos, clubes e cidades desde meados do século XVI. Vários enxadristas célebres já o utilizaram como o principal meio de fortalecerem e aprimorarem seu jogo, dentre eles Alexander Alekhine, Max Euwe e Paul Keres. Em sua pequena cidade natal de Narva, na Estônia, Keres não tinha muitas oportunidades de jogar xadrez, compensou a dificuldade por meio do xadrez por correspondência, chegando a jogar mais de 150 partidas simultaneamente. Veio a tornar-se um entusiasta do xadrez epistolar.

### ICSB - IFSB
Em novembro de 1927 o alemão Erich Otto Freinhagen publicou um anúncio na Deutsche Schachzeitung convidando seus leitores a participarem de torneios privados por carta.  Ele recebeu uma resposta imediata de várias partes interessadas, organizando o primeiro em janeiro de 1928 com oito jogadores de xadrez.  Diante de um aumento constante de inscrições, os torneios se sucedem.  Para organizar a atividades, a Freinhagen decidiu fundar em 15 de agosto de 1928 o Internationaler Correspondenz Schachbund  (ICSB, liga internacional de xadrez por correspondência).  Em poucas semanas, a discórdia eclodiu entre os diretores, culminando no fato de que os alemães Rüdolf Dürhssen, Kurt Laue, Hans von Massow e o holandês Johann Keemink fundaram a Internationalen FernschachBundes (IFSB, liga internacional de xadrez remoto).  O inicio da Segunda Guerra Mundial porá fim á sua atividade quando ela se dissolver.

### ICCA - ICCF
Em 1945 o sueco Erik Larsson enviou uma circular aos enxadristas participantes das competições do IFSB para retomá-la, agora solo uma nova entidade: a International Correspondence Chess Association (ICCA, associação internacional de xadrez por correspondência) que fundou em Londres em dezembro 2, 1945.  Em 1946 começaram as preliminares da I.Olimpíada por seleções nacionais e no ano seguinte as do primeiro Campeonato Mundial individual.  Em 1948, as diferenças  entre  Baruch Wood (presidente) e Larsson (director de torneios) tornaram-se mais agudas, o último optando por renunciar.  No ano seguinte, Wood adoeceu, deixando o ICCA sem cabeça.  Esta situação faz com que Larsson tome a decisão de intervir para redirecionar  a instituição.  Convoca um Congresso em Londres no páscoa de 1951, como resultado do qual em 26 de março a International Correspondence Chess Federation (ICCF, federação internacional de xadrez por correspondência) e constituída.

### Publicações
Em nível internacional, as partidas individuais disputadas pela ICCF são publicadas regularmente nas revistas ICCF AMICI, da federação internacional, Fernschach International, da Alemanha, e na Chess Mail, da Irlanda. No Brasil, são publicadas bimestralmente pela CXEB na Revista Brasileira de Xadrez Postal.

## Tipos
Existem vários tipos de xadrez por correspondência, com o xadrez por correspondência baseado em servidor se tornando a forma mais popular no mundo hoje, com os principais servidores por correspondência se tornando tão grandes e populares quanto os servidores de xadrez blitz online.

### Baseado em servidor

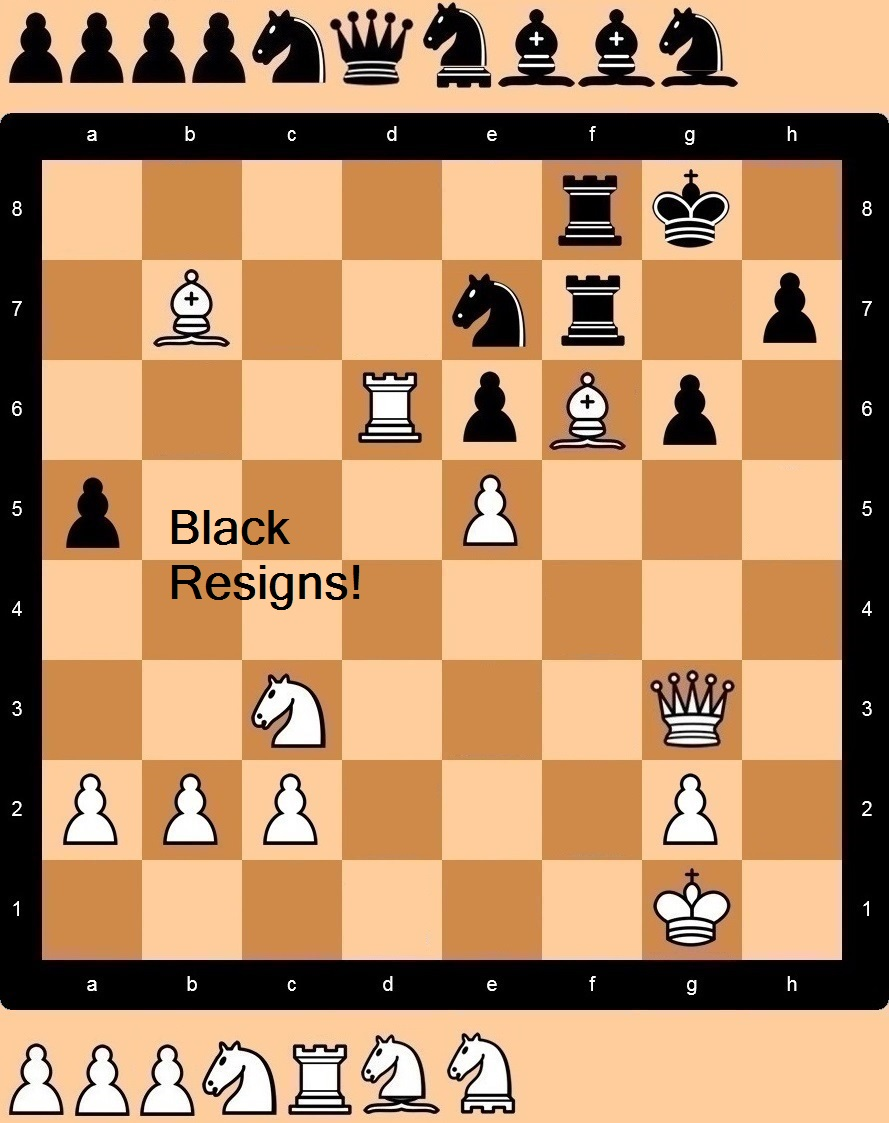
Imagem de amostra de uma variante do xadrez que pode ser jogada na Internet.

Os servidores de xadrez por correspondência são geralmente controlados por banco de dados e carregam consigo uma interface baseada na web para enviar jogadas ao banco de dados. Mas eles criam a possibilidade de facilitar qualquer método de transmissão, desde que os movimentos transmitidos sejam auditados no banco de dados do servidor.
As taxas do servidor variam. A maioria dos servidores casuais usa um modelo de cobrança anual, em que os jogadores podem jogar quantos torneios ou jogos quiserem durante todo o ano. Alguns servidores oferecem associação básica gratuitamente, com mais serviços disponíveis mediante o pagamento de uma taxa. Além disso, servidores mais casuais permitem o uso de apelidos e têm um sistema de classificação em tempo real que frequentemente ajusta a classificação do jogador após cada jogo classificado. Os servidores casuais também tendem a ter uma ampla variedade de recursos, como bancos de dados de jogos online, fóruns sociais e de aprimoramento de xadrez, equipes e páginas iniciais dos jogadores. Os servidores de xadrez por correspondência mais tradicionais costumam cobrar por torneio e forçar o uso de nomes reais. Por exemplo, os competidores da Correspondence Chess League of America usam seus nomes reais em vez de apelidos.

### Telefonia móvel
Com o advento de smartphones como o iPhone da Apple, Blackberry e dispositivos baseados em Android, o xadrez por correspondência teve um aumento recente de popularidade como aplicativos nesses dispositivos. Normalmente, os dispositivos usam internet sem fio ou tecnologia SMS para enviar suas mudanças a um servidor central.

### Por e-mail
Existem organizações dedicadas a organizar o jogo por e-mail, como a International E-mail Chess Club (IECC).
O jogo por e-mail diminuiu gradualmente em popularidade devido a problemas como vírus de e-mail, alegações de oponentes de não receber movimentos e impedimentos semelhantes para o ponto de jogo por e-mail ter sido suplantado pelo xadrez por correspondência baseado em servidor, onde geralmente a interface para um servidor de xadrez é uma interface baseada na web.

### Por correspondência postal (correio tradicional)
Existem organizações nacionais e regionais de xadrez postal que usam o tradicional "correio tradicional" para transmitir lances entre jogadores. A ICCF e as federações locais e nacionais afiliadas costumam organizar eventos postais. Outros exemplos de grupos que oferecem jogos postais incluem a Correspondence Chess League of America (CCLA) e a United States Chess Federation (USCF). No entanto, outros grupos que não a ICCF e afiliados não são sancionados pela FIDE.
Organizações tradicionais de xadrez postal, como a  International Correspondence Chess Federation, the Correspondence Chess League of America (CCLA), e a United States Chess Federation (USCF), adicionaram opções baseadas em servidor e/ou e-mail ao jogo por correspondência.
Um dos jogos de xadrez por correspondência postal mais antigos documentados é um jogo jogado em 1804 pelo tenente-coronel F.W. von Mauvillon do exército holandês em Haia com um de seus oficiais em Breda.
O xadrez por correspondência postal foi sem dúvida substituído pelo xadrez por correspondência baseado em servidor.

## Títulos epistolares
Títulos epistolares nacionais e internacionais nas categorias masculino e feminino, segundo o CXEB.
- Grande Mestre Internacional Postal (GM - ICCF)
- Grande Mestre Internacional Postal Feminino (LGM - ICCF)
- Mestre Sênior Internacional Postal (SIM – ICCF)
- Mestre Internacional Postal (IM - ICCF)
- Mestre Internacional Postal Feminino (LIM - ICCF)
- Árbitro Internacional (AI - ICCF)

## Campeões mundiais ICCF
As datas informadas correspondem ao ano em que ocorreu a final dos campeonatos, segundo a CXEB/ICCF.

### Masculino
| #  | Anos       | Campeão                                       | País                              |        |
| -- | ---------- | --------------------------------------------- | --------------------------------- | ------ |
| 1  | 1950-1953  | Cecil John Seddon Purdy                       | Austrália                         | [ 9 ]  |
| 2  | 1956-1959  | Viacheslav Vasilievich Ragozin                | União Soviética                   | [ 10 ] |
| 3  | 1959-1962  | Albéric O'Kelly de Galway                     | Bélgica                           | [ 11 ] |
| 4  | 1962-1965  | Vladimir Pavlovich Zagorovsky                 | União Soviética                   | [ 12 ] |
| 5  | 1965-1968  | Hans Jack Berliner                            | Estados Unidos                    | [ 13 ] |
| 6  | 1968-1971  | Horst Robert Rittner                          | Alemanha Oriental                 | [ 14 ] |
| 7  | 1972-1975  | Yakov Borisovich Estrin                       | União Soviética                   | [ 15 ] |
| 8  | 1975-1980  | Jørn Sloth                                    | Dinamarca                         | [ 16 ] |
| 9  | 1977-1983  | Tõnu Õim                                      | União Soviética                   | [ 17 ] |
| 10 | 1978-1984  | Victor Palciauskas                            | Estados Unidos                    | [ 18 ] |
| 11 | 1983-1989  | Friedrich Baumbach                            | Alemanha Oriental                 | [ 19 ] |
| 12 | 1984-1991  | Grigory Konstantinovich Sanakoev              | União Soviética                   | [ 20 ] |
| 13 | 1989-1998  | Mikhail Markovich Umansky                     | Rússia                            | [ 21 ] |
| 14 | 1994-20000 | Tõnu Õim                                      | Estónia                           | [ 22 ] |
| 15 | 1996-2002  | Gert Jan Timmerman                            | Países Baixos                     | [ 23 ] |
| 16 | 1999-2004  | Tunç Hamarat                                  | Áustria                           | [ 24 ] |
| 17 | 2002-2007  | Ivar Bern                                     | Noruega                           | [ 25 ] |
| 18 | 2003-2005  | Joop van Oosterom                             | Países Baixos                     | [ 26 ] |
| 19 | 2004-2004  | Christophe Léotard                            | França                            | [ 27 ] |
| 20 | 2004-2011  | Pertti Lehikoinen                             | Finlândia                         | [ 28 ] |
| 21 | 2005-2008  | Joop van Oosterom                             | Países Baixos                     | [ 29 ] |
| 22 | 2007-2010  | Aleksandr Surenovich Dronov                   | Rússia                            | [ 30 ] |
| 23 | 2007-2010  | Ulrich Stephan                                | Alemanha                          | [ 31 ] |
| 24 | 2009-2011  | Marjan Šemri                                  | Eslovênia                         | [ 32 ] |
| 25 | 2009-2013  | Fabio Finocchiaro                             | Itália                            | [ 33 ] |
| 26 | 2010-2014  | Ron Langeveld                                 | Países Baixos                     | [ 34 ] |
| 27 | 2011-2014  | Aleksandr Surenovich Dronov                   | Rússia                            | [ 35 ] |
| 28 | 2013-2016  | Leonardo Ljubićić                             | Croácia                           | [ 36 ] |
| 29 | 2015-2018  | Aleksandr Surenovich Dronov                   | Rússia                            | [ 37 ] |
| 30 | 2017-2019  | Andrey Kochemasov                             | Rússia                            | [ 38 ] |
| 31 | 2019-2022  | Fabian Stanach, Christian Muck, Ron Langeveld | Polónia · Áustria · Países Baixos | [ 39 ] |
| 32 | 2020-2022  | Jon Edwards                                   | Estados Unidos                    | [ 40 ] |

### Feminino
| #  | Anos      | Campeão                         | País            |        |
| -- | --------- | ------------------------------- | --------------- | ------ |
| 1  | 1968-1972 | Olga Nikolaevna Rubtsova        | União Soviética | [ 41 ] |
| 2  | 1972-1977 | Lora Grigorievna Jakovleva      | União Soviética | [ 42 ] |
| 3  | 1978-1984 | Ljuba Kristol                   | Israel          | [ 43 ] |
| 4  | 1984-1992 | Liudmila Sergeevna Belavenets   | União Soviética | [ 44 ] |
| 5  | 1993-1998 | Ljuba Kristol                   | Israel          | [ 45 ] |
| 6  | 2000-2005 | Alessandra Riegler              | Itália          | [ 46 ] |
| 7  | 2002-2006 | Olga Mikhailovna Sukhareva      | Rússia          | [ 47 ] |
| 8  | 2007-2010 | Olga Mikhailovna Sukhareva      | Rússia          | [ 48 ] |
| 9  | 2011-2014 | Irina Vladimirovna Perevertkina | Rússia          | [ 49 ] |
| 10 | 2014-2017 | Irina Vladimirovna Perevertkina | Rússia          | [ 50 ] |
| 11 | 2017-2020 | Irina Vladimirovna Perevertkina | Rússia          | [ 51 ] |
| 12 | 2020-2023 | Irina Vladimirovna Perevertkina | Rússia          | [ 52 ] |

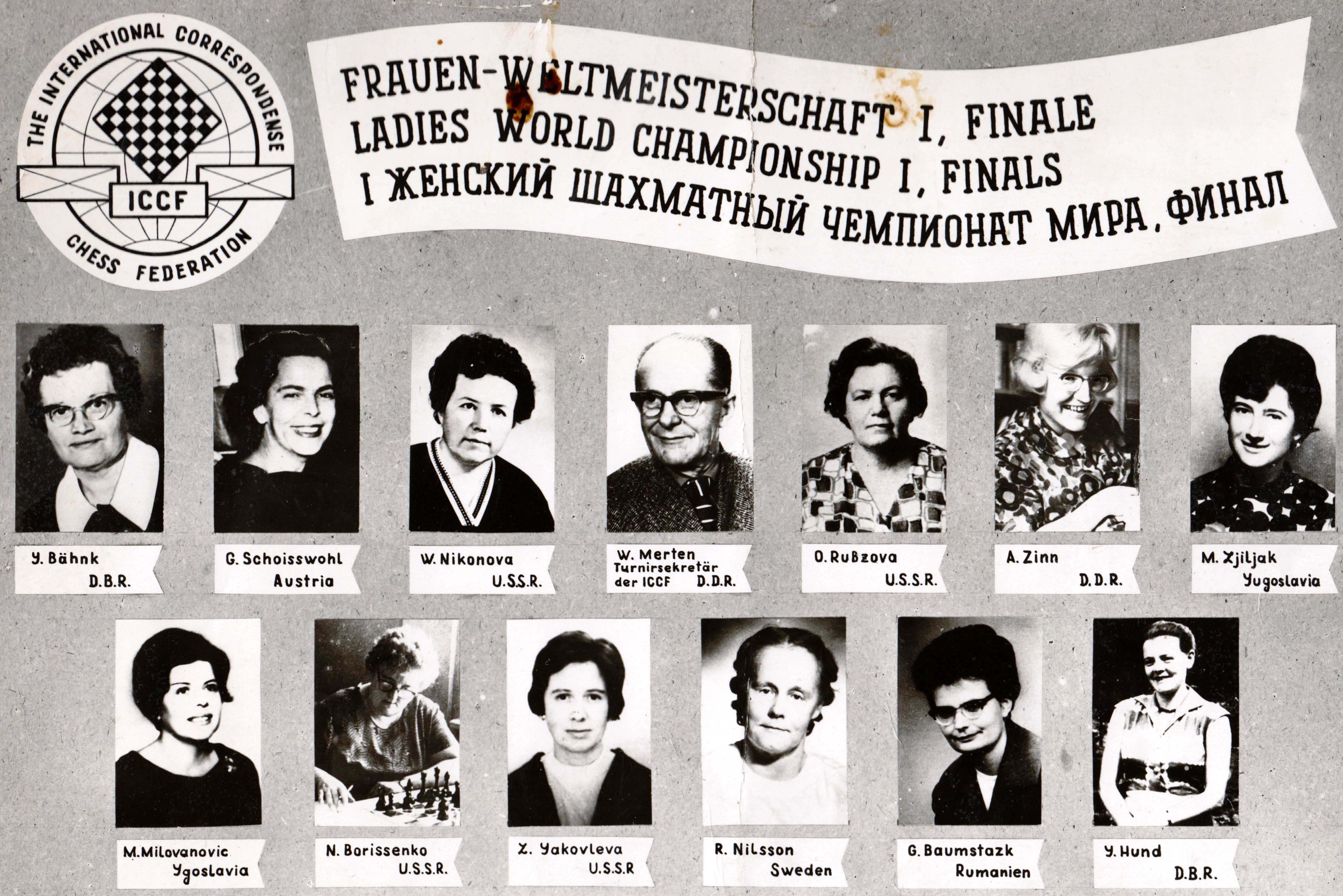
Primeiro Campeonato Mundial (1968/71)

A ICCF decidiu discontinuar este torneio por considerá-lo discriminatório.

## Copa do Mundo ICCF
É um torneio aberto a enxadristas de todo o mundo sem distinção de categoria, idade ou sexo. Criado em 1968, foram organizados 22 torneios ca Copa ICCF; Reinhard Moll (Alemanha) venceu 5 vezes.  A última foi vencida conjuntamente pelo russo Dmitry Morozov e pelo alemão Matthias Gleichmann. 
| #    | Anos      | Campeão                            | Nacionalidade   |
| ---- | --------- | ---------------------------------- | --------------- |
| 1    | 1973-1977 | Karl Maeder                        | Alemanha        |
| 2    | 1977-1983 | Gennadi Nesis                      | União Soviética |
| 3    | 1981-1986 | Nikolai Rabinovich                 | União Soviética |
| 4    | 1984-1989 | Albert Popov                       | União Soviética |
| 5A   | 1987-1994 | Alexandr Frolov                    | Ucrânia         |
| 5B   | 1987-1994 | Gert Timmerman                     | Países Baixos   |
| 6    | 1994-1999 | Olita Rause                        | Letónia         |
| 7    | 1994-2001 | Aleksey Lepikhov                   | Ucrânia         |
| 8    | 1998-2002 | Horst Staudler                     | Alemanha        |
| 9    | 1998-2001 | Edgar Prang                        | Alemanha        |
| 10   | 2001-2004 | Frank Schroder                     | Alemanha        |
| 11   | 2008-2011 | Reinhard Moll                      | Alemanha        |
| 12A. | 2005-2007 | Reinhard Moll                      | Alemanha        |
| 12B. | 2009-2013 | Matthias Gleichmann                | Alemanha        |
| 13   | 2009-2012 | Reinhard Moll                      | Alemanha        |
| 14   | 2009-2012 | Reinhard Moll                      | Alemanha        |
| 15   | 2012-2015 | Klemen Sivic                       | Eslovénia       |
| 16   | 2013-2015 | Uwe Nogga                          | Alemanha        |
| 17   | 2014-2017 | Matthias Gleichmann                | Alemanha        |
| 18   | 2015-2019 | Reinhard Moll - Stefan Ulbig       | Alemanha        |
| 19   | 2014-2016 | Thomas Herfuth                     | Alemanha        |
| 20   | 2017-2020 | Sergei Kishkin                     | Alemanha        |
| 21   | 2019-2021 | Matthias Gleichmann                | Alemanha        |
| 22   | 2021-2023 | Dmitry Morozov Matthias Gleichmann | Rússia Alemanha |

## Copa do Mundo de Veteranos
É um torneio aberto a todos os enxadristas com mais 60 anos sem distinção de categoria, sexo ou local de residência. É dividido em três etapas: preliminar, semifinal e final.
| #   | Anos      | Ganhador             | Nacionalidade |
| --- | --------- | -------------------- | ------------- |
| 01. | 2009-2011 | Rob Kruis            | Países Baixos |
| 02. | 2013-2014 | Vladimir Sergeev     | Rússia        |
| 03. | 2014-2016 | Frits Bleker         | Grécia        |
| 04. | 2015-2017 | Reinhard Sikorsky    | Alemanha      |
| 05. | 2016-2017 | Ralf Neubauer        | Alemanha      |
| 06. | 2017-2019 | Mattia Boccia        | Itália        |
| 07. | 2018-2020 | Sergey Novikov       | Rússia        |
| 08. | 2019-2021 | Guy van Habberney    | Bélgica       |
| 09. | 2020-2022 | Jean Claude Schuller | Luxemburgo    |
| 10. | 2021-2023 | Gediminas Voveris    | Lituânia      |

## Bibliográfia
- BATISTA, Gérson; BORGES, Joel. O Espírito da Abertura. São Paulo : Ciência Moderna, 2004. ISBN 8573933291
- BURGESS, Graham. The Mammoth Book of Chess. Philadelphia : Running Press, 2009. ISBN 9780762437269
- EADE, James. Xadrez para Leigos. São Paulo : Mandarim, 1998. ISBN 8535400958
- FILGUTH, Rubens. Xadrez de A a Z: dicionário ilustrado. Porto Alegre : Artmed, 2005. ISBN 8536305290
- GUDE, Antonio. Diccionario de Ajedrez. Tutor : Madrid, 2005. ISBN 8479025190